# Главы Первоуральска
Список глав города Первоуральск XX—XXI веках.

## 1-й секретарь горкома
- Бархатов Александр Васильевич (1923—1924)
- Данилов Николай Николаевич (1924—1925) — ответственный секретарь Верхне-Шайтанского РК ВКП(б)
- Чернецов Пётр Николаевич (-январь 1934- — -декабрь 1935-)
- Довбенко Прохор Ефимович (-июнь 1938- — апрель 1939)
- Бармасов Пётр Ефимович (1939 — март 1941)
- Довбенко Прохор Ефимович (март 1941 — -март 1943-)
- Макаренко (-март 1944-)
- Пелишенко Виктор Иванович (-декабрь 1945-)
- Савельев Н. С. (-сентябрь 1951-)
- Кайгородцев Сергей Александрович (-сентябрь 1952- — ноябрь 1954)
- Жирнов Василий Николаевич (-август 1957-)
- Леонтьев Алексей Иванович (1957—1964?)
- Ткаченко Александр Семёнович (1964? — 1969)
- Фотов Александр Андреевич (1969—1972)
- Морозов Михаил Егорович (1972? — 1985)
- Васильцов Виктор Михайлович (январь 1986—1990)
- и. о. Вольф Виталий Александрович (1991)

## Председатель совета, исполкома

### Председатель райисполкома
- Тестов Пётр Фёдорович (октябрь 1923 — ?)

### Председатель горсовета
- Зеленкин Николай Павлович (1933 — ?)
- Михайлов Анисим Сидорович (1934 — февраль 1935) — пред. райсовета

- Паначев Николай Павлович (сентябрь 1934 — февраль 1935) — пред. горсовета

### Председатель горисполкома
- Попеляев К. Г. (январь 1940 — ?)
- Чирков Сергей Матвеевич (август / ? 1941—1957)
- Леонтьев Алексей Иванович (1957)
- Гришаков Виктор Александрович (1957? — 1975)
- Финадеев Юрий Фёдорович (1975—1980)
- Лыткин Сергей Павлович (1980—1987)
- Кучерюк Владимир Данилович (1987 — ноябрь 1988)
- Бунаков Александр Фёдорович (ноябрь 1988—1990)
- Портнов Сергей Фёдорович (1990 — декабрь 1991)

### Председатель горсовета
- Бунаков Александр Фёдорович (1990—1993)

## Глава города
- Портнов Сергей Фёдорович (декабрь 1991 — август 1996)
- Ананьин Михаил Егорович (август 1996 — август 2000)
- Вольф Виталий Александрович (август 2000 — март 2008)
- Фёдоров Максим Сергеевич (март 2008 — 14 января 2011)
- и. о. Попов Владимир Петрович (14 января — 18 марта 2011)
- Переверзев Юрий Олегович (18 марта 2011 — 25 июля 2013)
- врип Рожков Андрей Михайлович (25 июля — 31 октября 2013)
- Козлов Николай Евгеньевич (31 октября 2013 — 26 октября 2017) — председатель думы в 2012—2017 гг.
- Хорев Валерий Александрович (27 октября 2017 — 26 апреля 2018)
- Кабец Игорь Валерьевич (с 27 апреля / 25 октября 2018 г.)

### Глава администрации («сити-менеджер») в 2013—2018 гг.
- Дронов Алексей Иванович (31 октября 2013 — 29 сентября 2016)
- и. о. Хорев Валерий Александрович (29 сентября 2016 — 26 октября 2017)